# Franca Treur
Franca Treur (Meliskerke, 23 de junio de 1979) es una escritora y periodista neerlandesa de NRC Handelsblad a nrc.netx.

## Biografía

### Juventud y educación
Treur creció en una familia de agricultores de una estricta religión de la Iglesia reformada en su zelandés lugar de nacicimiento de Meliskerke. Después de asistir a la escuela secundaria en el colegio Calvijn, fue a estudiar psicología en la Universidad de Leiden. Más tarde cambió a filología neerlandesa y Ciencia de la literatura. En Leiden, fue miembro de la asociación estudiantil Reformada Panoplia. Según una entrevista en un diario, durante sus estudios descubrió las supuestas similitudes entre las historias de culturas Orientales Cercanas Antiguas y sus relaciones en la Biblia, que la convencieron de que esas historias fueron simplemente inventadas para consolar a los seres humanos. Por otra parte, nunca había sentido la existencia de Dios, por lo tanto abandonó su fe, informando al Consdejo de Panoplia de esta cuestión el 11 de septiembre de 2001.

### Carrera literaria
En el año 2006, ganó una concurso de ensayo, con el tema   «Macht en onmacht» organizado por la Contrast Magazine and nrc.next., con su obra Maak iets van je leven! Maar wat? .
En octubre de 2009, se publicó su primer libro Dorsvloer vol confetti. Es una novela psicológica sobre una chica que crece en Zelanda en una familia de agricultores profundamente religiosos a finales de 1980 y principios de 1990. A pesar de que su vida de juventud sirvió como papel crucial de inspiración, la novela no es una autobiografía. El libro se vendió por encima de las 150,000 copias. Debido al tema y sus antecedentes, su estilo es a menudo comparado con escritores como Jan Siebelink y Maarten 't Hart, quienes, como ella se han separado de la estricta iglesia reformada en la que se criaron.
En el 2010, ganó el Premio de Debut Selexyz. Dorsvloer vol confetti estuvo nominado varias veces, en particular para el AKO Literatuurprijs (longlist) y el Publieksprijs NS. Al final de 2010, Column Film anunció que había comprado los derechos de película para Dorsvloer vol confetti. Fue estrenada en cines el año 2014.

## Trabajos

### Novelas
- Dorsvloer vol confetti , 2009
- De woongroep , 2014
- Ik zou maar nergens op rekenen  Zeelandic boekenweekgeschenk 2015
- X&Y (stories), 2016

### Ensayo
- Zondig In Zeeland, 2012, junto con Freek de Jonge, Oek de Jong y otros.

### Adaptación a película
- Dorsvloer vol Confetti, 2014